# Europees telecommunicatierecht
Het Europees telecommunicatierecht harmoniseert het overheidsoptreden van de lidstaten van de Europese Unie inzake regulering en liberalisering van de telecom-sector.

## Geschiedenis
Telecommunicatie is economisch gezien een netwerkindustrie die zonder overheidsbemoeiing spontaan naar een monopolie evolueert. Zo was bijvoorbeeld het telefoonverkeer in de Verenigde Staten tot in de jaren 1980 vrijwel volledig in handen van AT&T, de rechtstreekse opvolger van de firma die in 1878 werd opgericht door de schoonvader van de uitvinder van de telefoon.
Tot rond 1980 werd de Europese telecommunicatiesector gekenmerkt door nationale openbare monopolies, meestal verankerd in nationale wetten. In België was de monopolist de Regie voor Telegraaf en Telefoon (RTT), een afdeling van het Ministerie van Verkeerswezen. In Nederland had het Staatsbedrijf der Posterijen, Telegrafie en Telefonie (PTT), dat ressorteerde onder het Ministerie van Verkeer en Waterstaat, het alleenrecht.
Vanaf de jaren 1980 vond in de Europese Unie geleidelijke liberalisering en privatisering van de telecommunicatiesector plaats. In 1987 publiceerde de Europese Commissie het Groenboek over de ontwikkeling van de gemeenschappelijke markt voor telecommunicatiedienst en apparatuur. Het Groenboek stelde een tweesporenbeleid voor: enerzijds de invoering van meer mededinging op de telecommunicatie-markt; anderzijds harmonisering om de opportuniteiten van de eengemaakte Europese markt te vergroten. Het daaropvolgende liberaliseringsproces culmineerde in de (in principe) volledige vrijmaking van de telecommunicatiediensten en -netwerken op 1 januari 1998.
De Belgische RTT werd geprivatiseerd en omgedoopt tot Belgacom. Uit de Nederlandse PTT ontstond KPN.

## Juridisch kader
Europees telecom-recht werkt bij voorkeur met richtlijnen, dat zijn rechtsregels die niet rechtstreeks van toepassing zijn op personen, maar die lidstaten ertoe verplichten bepaalde wetten aan te nemen. Het huidige (2009) telecommunicatierecht is gebaseerd op de Kaderrichtlijn
van 2002. De kaderrichtlijn legt de verantwoordelijkheid voor regulerende maatregelen bij de nationale regulerings-autoriteiten van de afzonderlijke lidstaten, met een aantal verplichtingen en beperkingen om tot een coherent Europees geheel te komen.
Uitgangspunt van de kaderrichtlijn is vrije mededinging. De nationale regulator moet alleen beperkingen opleggen als, en in de mate dat, gewoon mededingingsrecht zelfs op termijn niet voldoende is om de markt naar behoren te laten functioneren. In een aanbeveling uit 2008 heeft de Europese Commissie zeven markten geïdentificeerd die bijzonder in aanmerking komen voor regulering:
1. Toegang tot het openbare telefoonnet.
2. Groothandelsmarkt voor vaste gespreksopbouw.
3. Groothandelsmarkt voor vaste gespreksafhandeling.
4. Groothandelsmarkt voor toegang tot vaste netwerkinfrastructuur.
5. Groothandelsmarkt voor breedbandtoegang.
6. Groothandelsmarkt voor terminale segmenten van huurlijnen.
7. Groothandelsmarkt voor mobiele gespreksafhandeling.

In tegenstelling tot de vorige aanbeveling uit 2004 zijn deze markten, op een na, allemaal groothandelsmarkten. In dat geval worden aan machtige telecombedrijven verplichtingen opgelegd voor de handel met andere telecombedrijven, niet voor de handel met particulieren.
Naast de kaderrichtlijn namen het Europees Parlement en de Europese Raad in 2002 nog drie specifieke richtlijnen aan, die bijzondere deelaspecten van de telecom-regulering harmoniseren:
- De Machtigingsrichtlijn[4] bepaalt welke voorwaarden en beperkingen de lidstaten mogen opleggen aan aanbieders van telecomdiensten.
- De Toegangsrichtlijn[5] bepaalt hoe telecombedrijven hun netwerken en diensten met elkaar verbinden.
- De Universeledienstrichtlijn[6] garandeert minimale betaalbare communicatiediensten aan groepen gebruikers die daar normaal van zouden verstoken blijven, bijvoorbeeld in dunbevolkte streken.

De Mededingingsrichtlijn van de Europese Commissie, eveneens uit 2002, bevestigde de liberalisering van de telecommarkten door een eerdere richtlijn uit 1990 met enkele aanvullingen, en breidde haar bereik uit tot de dienstverlening inzake uitzendingen.

## Procedure voor de regulering
De kaderrichtlijn voorziet dat de regulering in drie stappen verloopt: marktdefinitie, marktanalyse en het opleggen van verplichtingen.
In de marktdefinitie legt de regulator vast welke producten en diensten tot de markt behoren (en welke niet) door de onderlinge verwisselbaarheid te onderzoeken. Ook wordt een geografisch gebied afgebakend, dat kleiner kan zijn dan het hele grondgebied van de lidstaat.
De marktanalyse onderzoekt of binnen de aangeduide productmarkt en geografische markt één of meer bedrijven over aanmerkelijke marktmacht beschikken, dat wil zeggen: of ze zo machtig zijn dat ze zich kunnen veroorloven geen rekening te houden met hun klanten en hun concurrenten.
Indien er inderdaad een probleemmarkt bestaat met een speler wiens macht niet bedreigd of beperkt wordt door normale economische mechanismen, dan legt de regulator een of meer verplichtingen op om de kwalijke gevolgen van die machtspositie te beperken. Voorbeelden van verplichtingen zijn:
- concurrenten toegang geven tot zijn infrastructuur;
- gescheiden boekhouding voor verschillende producten en diensten;
- tarieftransparantie;
- prijsbeperkingen.

## Implementatie in België en Nederland
In België fungeert het BIPT als nationale regulerings-autoriteit. In Nederland was dat de OPTA, maar deze organisatie is inmiddels opgegaan in de Autoriteit Consument en Markt. Deze instanties zijn het normale aanspreekpunt, naast de gewone rechtbanken, voor burgers en bedrijven die vinden dat telecom-bedrijven de wet in hun nadeel overtreden. In het specifieke geval van overtredingen van het mededingingsrecht kan men zich ook wenden tot de nationale mededingingsautoriteiten of rechtstreeks tot de Europese Commissie.